# Isointensität

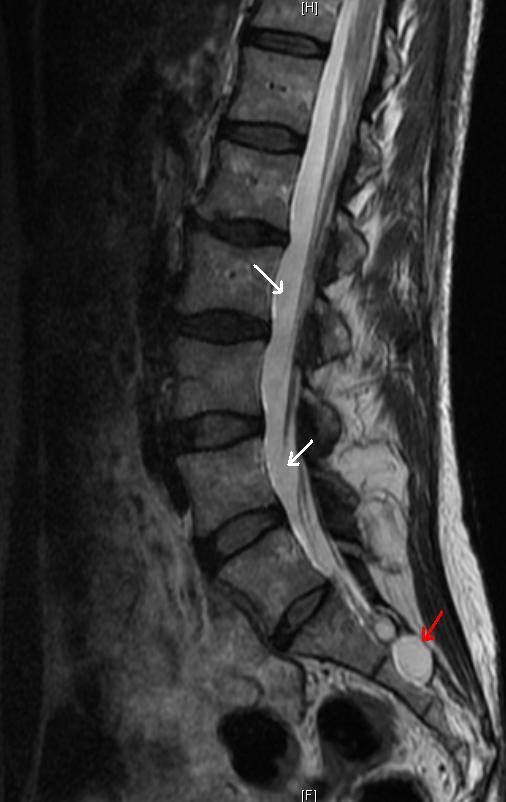
Die mit dem roten Pfeil markierte Arachnoidalzyste ist isointens zur Rückenmarksflüssigkeit (weiße Pfeile). Sagittale T2-gewichtete Kernspintomographie der Wirbelsäule

Isointensität (von griechisch ίσος = gleich und lateinisch intensus = gespannt) bedeutet "gleiche Signalstärke". Radiologen verwenden den Begriff bei der Befundung von kernspintomographischen Aufnahmen, wenn zwei Strukturen im Bildeindruck gleich hell sind. Man vermeidet die umgangssprachlichen Wörter "hell" bzw. "dunkel" bei der Beurteilung von medizinischem Bildmaterial, weil diese Qualitäten bei der Monitorbefundung variiert werden.
Aus der Isointensität zu bekannten anatomischen Strukturen lassen sich Aussagen über das fragliche Gewebe ableiten. Beispielsweise sind die meisten Zysten in den kernspintomographischen Routinesequenzen zum Inhalt der Harnblase isointens. 
Die entsprechenden Adjektive für relativ hellere und dunklere Strukturen heißen hyperintens und hypointens. Die relativen Signalstärken hängen in hohem Maß von den physikalischen Parametern wie Magnetfeldstärke und Pulssequenz ab, die darum immer im Befund angegeben werden.
In der Computertomographie spricht man von Hyper-, hypo-, und Isodensität.
Siehe auch: Bildbeurteilung in der Kernspintomografie